# 山梨県道119号愛宕山公園線

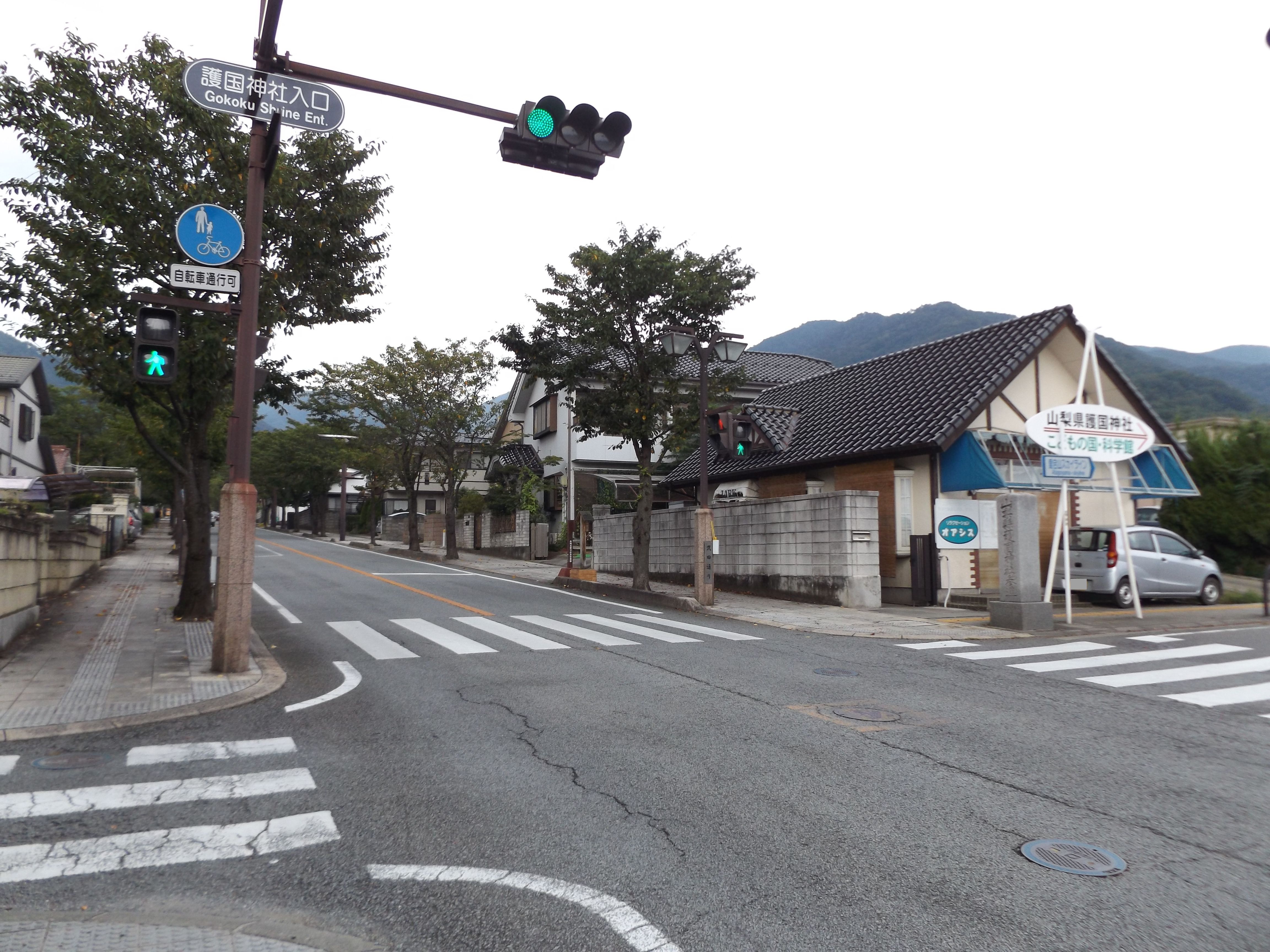
起点・護国神社入口交差点

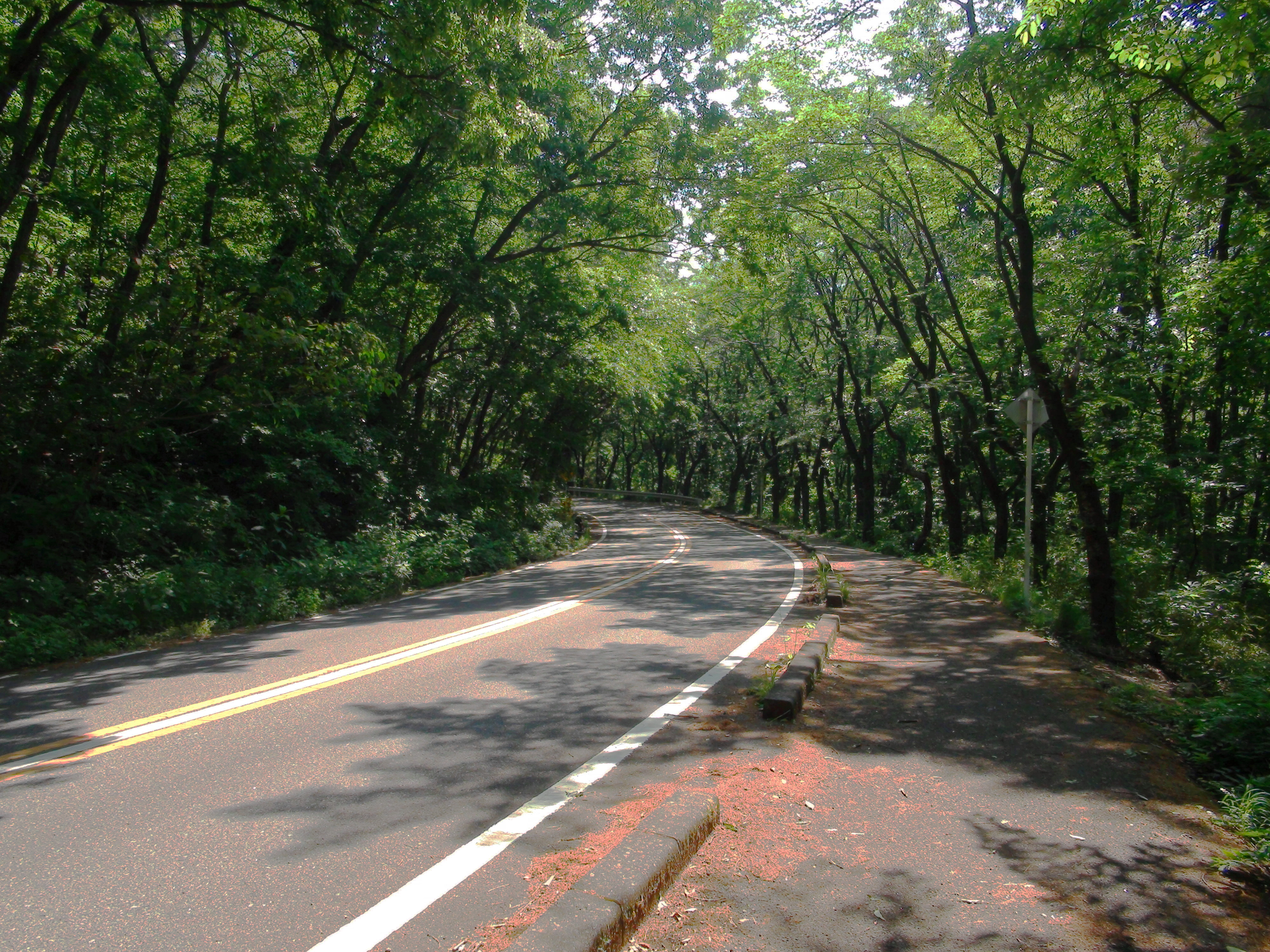
愛宕山広域公園付近

山梨県道119号愛宕山公園線（やまなしけんどう119ごう あたごやまこうえんせん）は、山梨県甲府市の武田通りと山梨県立愛宕山こどもの国を結ぶ一般県道である。こどもの国入口から甲府市道が南下し山梨県道6号甲府韮崎線と接続している。この甲府市道と併せ、愛宕山スカイライン（あたごやまスカイライン）とも呼ばれている。

## 概要
甲府市街地の北部、甲府市北口から武田神社に至る県道31号北側の護国神社入口交差点から分岐し東進し、市街北縁の丘陵地帯である愛宕山北稜の山梨県立愛宕山こどもの国入口で甲府市道（東光寺岩窪線）と接続する。
以前は、山梨県甲府市大手三丁目の護国神社入口交差点から山梨県甲府市東光寺町のこどもの国入口交差点までが甲府市道東光寺岩窪線であったが、平成14年4月1日より山梨県に西側の区域が移管され、県道の路線として認定された。

### 路線データ
- 起点：山梨県甲府市大手三丁目（護国神社入口交差点＝山梨県道31号甲府山梨線交点）
- 終点：山梨県甲府市東光寺町（こどもの国入口＝甲府市道に接続）

## 通過する自治体
- 山梨県甲府市

## 交差する道路
- 山梨県道31号甲府山梨線〈武田通り〉（護国神社入口交差点）

## 周辺
- 山梨県立愛宕山こどもの国
- 東光寺
- 甲府市立北東中学校
- 円光院
- 山梨県護国神社
- 愛宕トンネル有料道路（無料開放）